# Rivolta antispagnola di Messina

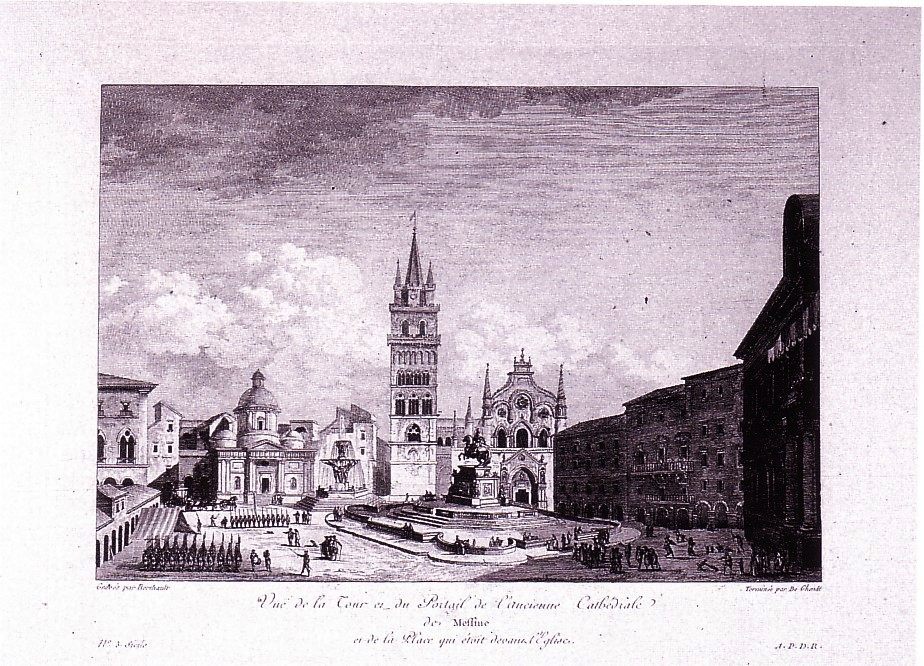
Messina alla fine del XVIII secolo, prima del terremoto del 1783

La rivolta antispagnola di Messina è stato un evento storico verificatosi tra il luglio 1674 e l'aprile 1678 a Messina ed in parte del Val Demone.

## Cause scatenanti
Nel XVII secolo Messina era una fiorente città portuale, situata in una posizione strategica da un punto di vista geo-politico ed economico.
La Corona di Spagna, titolare del Trono del Regno di Sicilia, al fine di neutralizzare il nazionalismo siciliano fomentando discordia e divisioni tra le maggiori città dell'Isola, soffiava sul fuoco delle dispute municipalistiche che esistevano tra Palermo e Messina. Era un periodo in cui molti giuristi ed intellettuali auspicavano la necessità di riavere un Sovrano proprio e una corte reale in Sicilia, al fine di risollevare le sorti politiche, economiche e sociali del Regno dopo la crisi della metà del Seicento. In buona sostanza i monarchi spagnoli difendendo ora Messina contro Palermo e ora Palermo contro Messina, non facevano altro che indebolire le due maggiori città del Regno di Sicilia.
Come appena scritto, i privilegi politico-economici goduti dalla città peloritana erano causa di contrasti con altre città siciliane, soprattutto Palermo; i nobili palermitani, verso il 1610, riuscirono a convincere la Corona a revocare alcuni dei sopraddetti privilegi. Messina invece chiedeva fosse sede del viceré di Sicilia.
Inoltre, tra il 1646 ed il 1656 si verificarono nel messinese, in Sicilia e anche nel Regno di Napoli, alcune carestie e pestilenze che peggiorarono le condizioni di vita del popolo, a ciò si aggiunse il rancore dovuto al fallimento delle rivolte antispagnole del 1647/1648.
Nel 1671 il generale Luis dell’Hojo divenne strategoto di Messina. Egli cercò di spegnere le rivendicazioni messinesi creando discordia nel tessuto sociale della città. Costui mise in atto una deleteria campagna atta a creare fazioni e fomentare divisioni in città: blandì la plebe e assecondò i nobili, insinuando il tarlo del sospetto contro il popolo. Addossò ai nobili ed alla loro superbia la responsabilità della decadenza, delle violenze in città e della fame patita dai poveri; ai ricchi, invece, suggeriva che il popolo meditava una sommossa contro di loro. Le cattive intenzioni di dell'Hojo raggiunsero il loro effetto, e il popolo si armò per assalire le case dei nobili e dei senatori mettendole a ferro e fuoco.
Messina si trovò divisa in due fazioni, in dura lotta tra loro: da un lato i Malvizzi (nobili e borghesi antispagnoli) che volevano mantenere inalterati i privilegi che la città aveva acquisito nel tempo e mantenere la classe senatoria; dall'altro lato i Merli (piccoli borghesi e ceti poveri filospagnoli) che insistevano per l'instaurazione in città di un governo del popolo.

## La rivolta
La situazione si fece in breve tempo incandescente: nel luglio del 1674, il senato cittadino, diventato nel tempo fortemente antispagnolo a causa della mancata concessione dei suddetti privilegi a Messina, si ribellò allo stratigoto e diede il via alla rivolta.
Giunta la notizia della rivolta a Palermo, il viceré don Claude Lamoral, principe di Ligne, partì alla volta di Messina con un buon numero di soldati, portò frumento, cacciò dell'Hojo e mise un po' di pace tra i contendenti.
Tale intervento non bastò: i messinesi erano ormai decisi a rendersi definitivamente indipendenti dal Regno di Sicilia e dalla Corona spagnola ed a fare di Messina una sorta di Repubblica Marinara simile a Genova e Venezia.

## L'arrivo dei francesi
Si decise di chiedere la protezione del re di Francia, Luigi XIV. Questi accettò la proposta e inviò a Messina una flotta di soccorso, al comando del duca di Vivonne, Louis Victor de Rochechouart de Mortemart. Dopo una battaglia navale presso le Isole Eolie (Battaglia di Stromboli), che finì con la sconfitta degli spagnoli, Vivonne entrò trionfante con le sue galere nel porto di Messina, dove fu ricevuto con grandi onori, nel febbraio 1675.
Le città poste sotto la giurisdizione politico-territoriale di Messina reagirono in modo ambiguo e discorde tra loro alla nuova situazione politica che si era venuta a creare; erano ancora memori dei fatti occorsi durante i moti del 1646/47, quando Messina (allora filo-spagnola e in chiave anti-palermitana) si era schierata contro di esse ed a favore della Corona di Spagna.
Milazzo e Castroreale rimasero fedeli agli spagnoli che ne fecero (assieme a Reggio Calabria, nel Regno di Napoli) le piazzeforti per la riconquista. Fedele rimase anche la città di Santa Lucia. 
Al contrario, sul versante ionico la situazione fu tutt'altro che pacifica. 
Forza d'Agrò, dopo che fu occupata dal francese don Giacomo De Hox, passò dalla parte della ribelle Messina e dei francesi, da allora le milizie forzesi si scontrarono più volte con quelle lealiste di Savoca. 
Taormina rimase fedele alla Monarchia, ma il 10 settembre 1676 venne espugnata dai francesi. 
Anche Fiumedinisi ed Alì fecero come Taormina, ma vennero assalite e messe a ferro e fuoco dai messinesi e dai francesi per rappresaglia. 
Mandanici (dove già nel 1659 si era verificato un sanguinoso tumulto popolare) si schierò dalla parte della ribelle Messina. Fu il signorotto mandanicese Giacomo Avarna che, combattendo a fianco dei ribelli messinesi, nel 1674 riuscì ad espugnare il Castellaccio di Messina. Per tali motivi, il paese di Mandanici venne assediato e saccheggiato dalle armate lealiste siculo-spagnole.
Scaletta, feudo dei principi Ruffo, alleati fedeli della Monarchia, venne assediata ed espugnata dai francesi poco dopo la caduta di Taormina. 
Infine, vale la pena approfondire la posizione di Savoca. La cittadina rimase fedele alla Monarchia per tutte le fasi iniziali del conflitto; antiche cronache riferiscono che, il 25 febbraio 1675 le milizie savocesi, dopo una giornata di combattimenti, riuscirono a respingere l'attacco sferrato dai ribelli messinesi al territorio municipale di Savoca. Tuttavia, verso la fine dell'anno 1676, forse consapevoli di non poter più resistere ulteriormente e temendo il violento assalto nemico alla loro città, i savocesi si arresero al duca di Vivonne, trattando coi franco-messinesi una vantaggiosa capitolazione che eleggeva Savoca città principale della Comarca di Taormina che si estendeva sul territorio compreso tra il Capo Alì e l'alta Valle del fiume Alcantara. Detta capitolazione venne siglata il 3 novembre 1676 dal Duca di Vivonne, da una parte, e da una delegazione di 17 notabili savocesi, guidata dal Capitano giustiziere Stefano Trischitta, dai Giurati e dal Sindaco della cittadina, dall'altra.
"Le armi del Vivonne"- si legge nelle "Notizie storiche della Città d'Aci-Reale" di Lionardo Vigo Calanna (1836) - "occuparono Taormina e Mascali e Aci minacciarono. Gli acitani [recte: acesi] animosi prevennero l'assalto inimico, compostisi in truppa regolare volarono a incontrare i francesi: Alessandro Grasso Biviera [recte: Alessandro Grasso barone della Brivera] [...] capitanava le volontarie milizie: esperto e coraggioso fra Aci e Mascali venne all'affronto con gli stranieri e dopo non breve foco li vinse. Sperso il distaccamento terrestre [...] meditò come premunirsi dall'ostile assalto del navilio francese reduce dall'assedio di Agosta [recte: Augusta ] [...]. Il francese navilio qui diresse la prua [al Capo der' Molini], i soldati sbarcavano, le palle [dei cannoni acitani] sopra di essi piovevano: l'assalto e la difesa furono validi e mortali ma più per gli estranei di quanto pe' nostri [acitani], i quali mostrarono nell'azione come nei loro petti [...] eran siciliani e [memori] del 1282! [l'anno dei Vespri siciliani ]. I francesi [...] retrocessero [...]. A queste segnalate prove di amore verso la corona [spagnola] [...] il cattolico monarca [...] volle onorare la città [di Acireale ] del glorioso soprannome di 'amplissima' ".
Il Senato Messinese giurò fedeltà al re di Francia Luigi XIV. Dopo questo episodio la lotta tra Messina, aiutata dai francesi, e la Spagna durò a lungo sia per mare che per terra fino al 1678.
La condizione economica messinese sotto i francesi non migliorò, anzi, gli occupanti francesi si abbandonarono ai peggiori abusi contro Messina ed i suoi abitanti, molteplici furono le soverchierie perpetrate contro la popolazione locale e, conseguentemente, numerosissimi furono gli omicidi di ufficiali francesi. Nel corso del 1677 e del 1678 Messina tornò ad infiammarsi di rivolte, ma stavolta antifrancesi.

## Il ritiro francese e il ritorno degli spagnoli
Nel 1678, all'insaputa di Messina, i re di Francia e di Spagna firmarono il trattato di Nimega che pose fine alla guerra d'Olanda e anche alla rivoluzione. Nell'aprile del 1678, le truppe francesi si ritirarono da Messina sotto gli ordini del marchese di Lafeuillade. Messina non resse all'onda d'urto delle forze spagnole e sulla città dello Stretto si abbatté la crudele vendetta e l'odio delle truppe. La città fu dichiarata "morta civilmente", ogni privilegio fu perduto, il Senato Messinese venne abolito; la Zecca fu trasferita a Palermo, il Palazzo Senatoriale venne demolito e fu cosparso di sale il suolo ove sorgeva. Fu anche soppressa l'Università degli Studi cittadina, fondata nel 1548, venne spogliato l'archivio e trasferito a Palermo; nella zona falcata fu edificata la Cittadella.
I promotori della rivolta furono perseguitati o messi a morte, molti fuggirono senza fare più ritorno in città; le loro proprietà in Messina e provincia vennero confiscate ed assegnate a coloro che erano rimasti fedeli agli spagnoli.
Le città rimaste fedeli alla Spagna furono premiate con onori e privilegi; Fiumedinisi divenne sede di una zecca e le venne fatto dono di un'antichissima e preziosissima sacra reliquia: un capello della Madonna, presente a Messina fin dal 42 d. C. e che era gelosamente custodito nel duomo cittadino.
La città divenne facile terra di conquista per gli spagnoli. A completare tutto si mise anche il re Carlo II d'Asburgo, che fece erigere una statua che lo raffigurava sul luogo dove sorgeva il Palazzo Senatoriale.
Lo strategoto venne sostituito da un governatorato militare, rimasto in vigore fino al 1812.
La città entrò in uno stato di decadenza senza precedenti che si protrasse a lungo. Ad aumentare la crisi intervennero la Pestilenza del 1743, che decimò la popolazione cittadina, ed il terremoto del 1783, che seminò morte e distruzione per la città.